# House in the Clouds

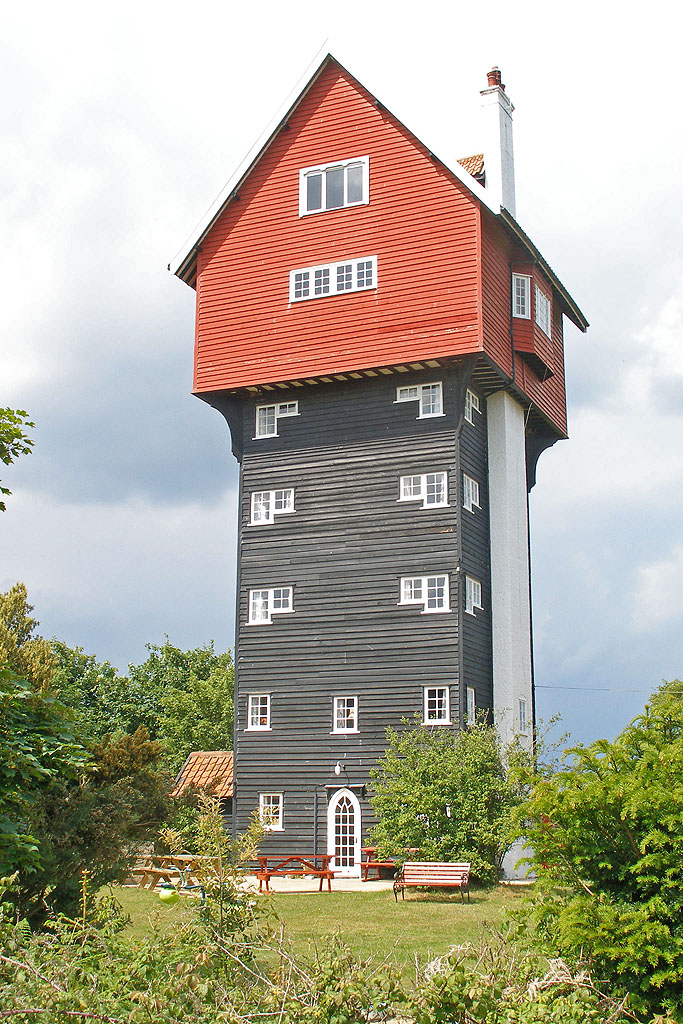
House in the Clouds

Das House in the Clouds (engl.: „Haus in den Wolken“) ist ein ehemaliger Wasserturm bei Thorpeness in der Grafschaft Suffolk in Großbritannien. Da die Gegend eine beliebte Urlaubsregion ist, wollte man keinen gewöhnlichen Wasserturm in die Landschaft stellen. Die Spitze des 1923 errichteten Bauwerks wurde daher als Einfamilienhaus hergerichtet. Die Befürchtung, es würden sich wegen der ständigen Fließgeräusche keine Mieter finden lassen, stellte sich als falsch heraus. Im Jahre 1977 wurde der Wasserturm stillgelegt und die Tanks zu zusätzlichem Wohnraum umgewandelt. Heute wird das Haus in den Wolken als Ferienhaus vermietet.

## Ähnliche Bauwerke
In Tâmboeşti, Rumänien existiert ein ähnlicher, allerdings verfallener Wasserturm.